# Le Magasin universel
Le Magasin universel est un magazine français illustré paru d'octobre 1833 à 1840.

## Histoire du support
Dans son prospectus avant lancement, il est annoncé que « [Notre] Magasin universel sera une véritable Encyclopédie qui répandra dans toutes les classes de la société le goût de la lecture et hâtera les progrès de la civilisation ». Il s'agit d'une publication hebdomadaire, paraissant le jeudi, au format petit in-4°, vendu 10 centimes (2 sous) pour 8 pages illustrées de gravures sur bois.
Il entre en concurrence directe avec Le Magasin pittoresque lancé en janvier de la même année.
Son sous-titre est « publié sous la direction d’une société de savans, de littérateurs et d’artistes ». De fait, aucun des articles n'est au départ signé, sauf rare exception. Le directeur de la publication n'est autre que l'éditeur des romantiques, Charles Gosselin. À compter de 1836, les noms des collaborateurs apparaissent, on note les signatures de : Pierre-Hyacinthe Audiffret, Auguste Luchet, Honoré de Balzac, Aglaé Comte, Achille Comte, A. Mazuy, Ernest Breton, Abel Hugo, Alphonse de Lamartine, Alfred Maury, Clovis Knab (ingénieur), Joseph Bard, Alexandre Vayssière, Pierre Boitard. Les illustrations sont difficilement attribuables au niveau de leurs exécutions gravées.
En 1835, François Knab devient gérant et directeur de la rédaction, à travers une société d'édition, F. Knab et Cie. Elle procède en octobre 1840 à la liquidation du magazine. 
Le magazine était imprimé au départ par Henri Fournier. Il est ensuite tiré à la presse mécanique par Aristide et Pelluard (1837). L'adresse parisienne du journal est « Au bureau du Magasin universel », chez Furne, 39-41 quai des Augustins : c'est le siège des éditions de Charles Furne, l'éditeur de Balzac, auquel Gosselin est associé.
À partir d'octobre 1839, il est tiré quatre fois par mois, et ce, jusqu'en septembre 1840. Le titre est ensuite suspendu. En 1842, une forme de réimpression advient sous le titre La Nouvelle mosaïque ou Petit magasin universel et pittoresque de tous les pays. En 1853, une nouvelle réimpression s'intitule Magasin universel : répertoire des sciences, des lettres et des arts. Enfin, une relance du titre a lieu en janvier 1860, avec des textes de Delphine de Girardin, mais Le Magasin universel : musée mensuel des belles-lettres, des sciences et des arts, prend fin en janvier 1861.